# Stypommisa ferruginosa
Stypommisa ferruginosa är en tvåvingeart som först beskrevs av Walker 1850.  Stypommisa ferruginosa ingår i släktet Stypommisa och familjen bromsar. Inga underarter finns listade i Catalogue of Life.